# CJRP
Pour la station de Saint John, au Nouveau-Brunswick, voir CJRP-FM.
CJRP est une station de radio de langue française située dans la Ville de Québec (Québec) et qui a été en ondes de 1959 à 1994.
La diffusion se fait sur 1060 kHz sur la bande AM, avec une puissance durant la journée de 50 000 watts et une puissance nocturne de 10 000 watts, en tant que station de classe B, à l'aide d'une antenne directionnelle avec des modes jour et nuit différents pour protéger KYW à Philadelphie, en Pennsylvanie.

## Histoire

### 1959 à 1979
CJRP est à l'origine connue sous les lettres d'appel CJLR et est alors une station indépendante détenue par Jacques La Roche (d'où le « JLR » des lettres d'appel). Elle est mise en ondes le 24 octobre 1959. Elle avait à l'origine une puissance de 5 000 watts à temps plein et utilisait une seule directivité à tout moment. La puissance est augmentée à 10 000 watts à temps plein en 1962.
En 1969, la station est achetée par Raymond Crépault, qui possède déjà CJMS 1280 à Montréal. L'indicatif CJLR change pour CJRP (avec le "RP" pour "Radio Provinciale") et la station devient partie du réseau Radiomutuel.
Dans les années 1960 et 1970, la station utilise un hélicoptère identifié au logo et aux couleurs de la station pour faire le suivi de la circulation sur les routes de la région de Québec.
En 1977, la station augmente sa puissance de jour à 50 000 watts, avec des directivités différentes de celles utilisées la nuit.

### 1980 à 1994
Au début des années 1980 le format Top 40 (en) est abandonné en faveur du format oldies (en) accompagné d'une combinaison « radio parlée » et « radio de nouvelles ». 
Le 27 avril 1982, le populaire animateur controversé, André Arthur, signe un contrat d'une durée de deux ans pour l'animation d'une émission matinale à cette station. Il délaisse CHRC et son contrat est effectif à partir du 1er septembre 1982.
Le 29 juillet 1982, une station sœur, CHIK-FM, arrive en ondes.
Le 30 septembre 1994, l'annonce est faite que Télémédia et Radiomutuel fusionnent leurs activités radiophoniques sur la bande AM en créant un nouveau réseau appelé Radiomédia dont ils sont propriétaires à parts égales. Dans chacun des six marchés où les deux réseaux sont présents, la station qui a le meilleur signal reste à l'antenne, et l'autre est fermée. La station rivale CHRC ayant un meilleur signal (50 000 watts toute la journée), CJRP doit brusquement cesser ses activités à 9 h 13 en cette journée qui a été appelée le « vendredi noir de la radio ». Le permis de la station est révoqué par le Conseil de la radiodiffusion et des télécommunications canadiennes (CRTC) le 2 novembre 1994.